# Zou Jingyuan
Zou Jingyuan (邹敬园; pinyin: Zōu Jìngyuán; Yibin, 3 de janeiro de 1998) é um ginasta artístico chinês, campeão olímpico e tricampeão mundial nas barras paralelas.

## Vida pessoal
Ele começou o esporte aos três anos em Yibin, na República Popular da China depois que um treinador percebeu sua boa condição física.Ele tem como ídolo o ginasta chinês Zou Kai.

## Carreira
No Campeonato Mundial de Ginástica Artística de 2017 em Montreal, ele conquistou a medalha de ouro nas Barras paralelas.
Nos Jogos Asiáticos de 2018, em Jacarta, junto com seus companheiros de equipe Xiao Ruoteng, Lin Chaopan, Sun Wei e Deng Shudi, conquistaram o ouro por equipes, ele ainda conseguiu uma prata na Barra Fixa e um Bronze no Cavalo com alças.
No Campeonato Mundial de Ginástica Artística de 2018 em Doha, ele ajudou sua equipe a conquistar a medalha de ouro na competição por equipes, além de conseguir o bicampeonato nas Barras paralelas.
No Campeonato Mundial de Ginástica Artística de 2019 e Stuttgart, os chineses ficaram com a medalha de prata na competição por equipes e com a sua pontuação nas barras paralelas sendo a mais alta na competição. Ele acabou não se classificando para a final por aparelhos nas Barras paralelas após um erro em sua série durante as qualificações.
Zou Jingyuan participou dos Jogos Olímpicos de Verão de 2020 em Tóquio, onde participou da prova por equipes, conquistando a medalha de bronze após finalizar a série com 261.894 pontos ao lado de Lin Chaopan, Xiao Ruoteng e Sun Wei. Além disso, consagrou-se campeão na prova de barras paralelas com a pontuação de 16.233.
Na 14.ª edição dos Jogos Nacionais da China de 2021 em Shaanxi, ele conquistou a medalha de ouro também na prova de barras paralelas. 
Obteve dois títulos no Mundial de 2022 em Liverpool, sendo um por equipes e outro nas barras paralelas.